# Cape Blanco

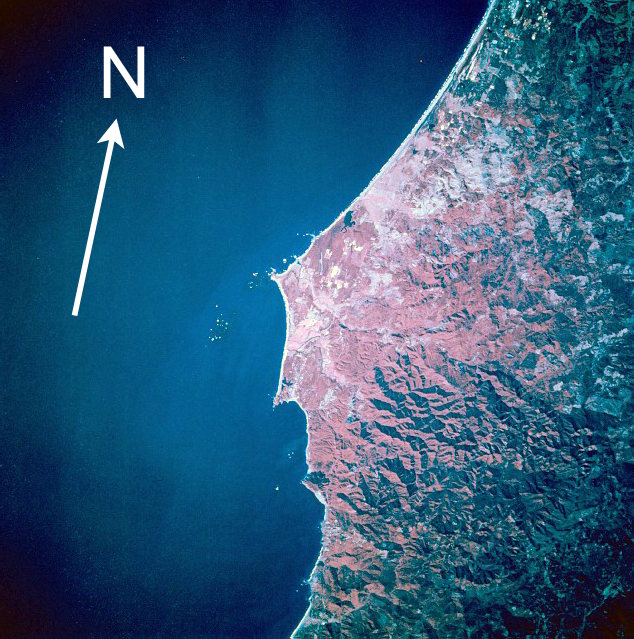
Vista di Cape Blanco dallo spazio, ottobre 1994.

Cape Blanco è un promontorio situato sulla costa occidentale dell'America settentrionale.

## Geografia
Affacciato sull'Oceano Pacifico, fa parte del territorio della contea di Curry, nello Stato dell'Oregon (USA), posizionato a circa 5 mi (8 km) a nord di Port Orford, sulla parte settentrionale dello Stato, e che costituisce il punto più occidentale dello stesso.
Il territorio di Cape Blanco, che fa parte del Cape Blanco State Park, è caratterizzato da una zona montana ed isolata delimitata ad est dalla catena montuosa del Southern Oregon Coast Range e dal caratteristico faro di Cape Blanco che segnala il promontorio ai naviganti dal 1870.

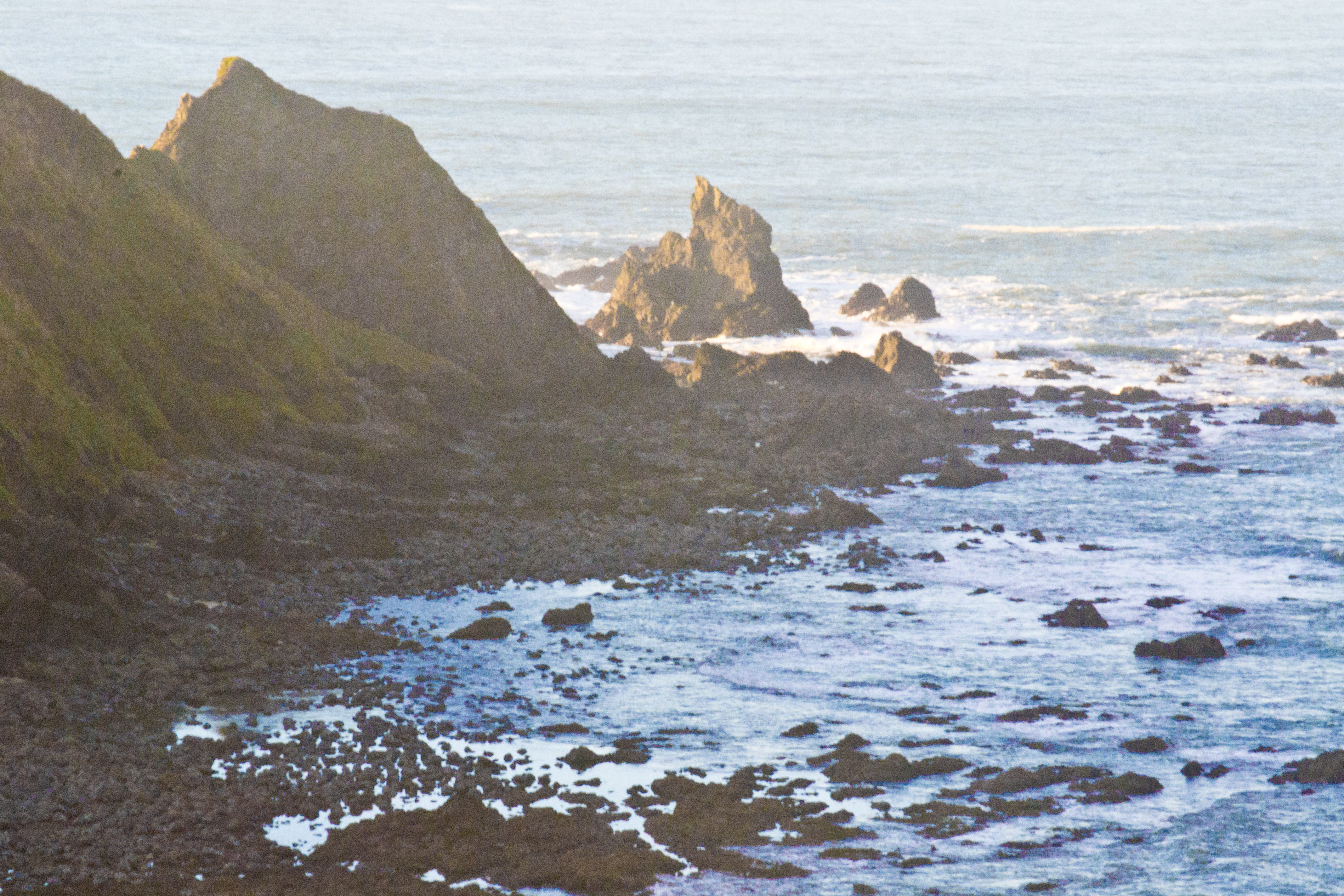
Faccia nord
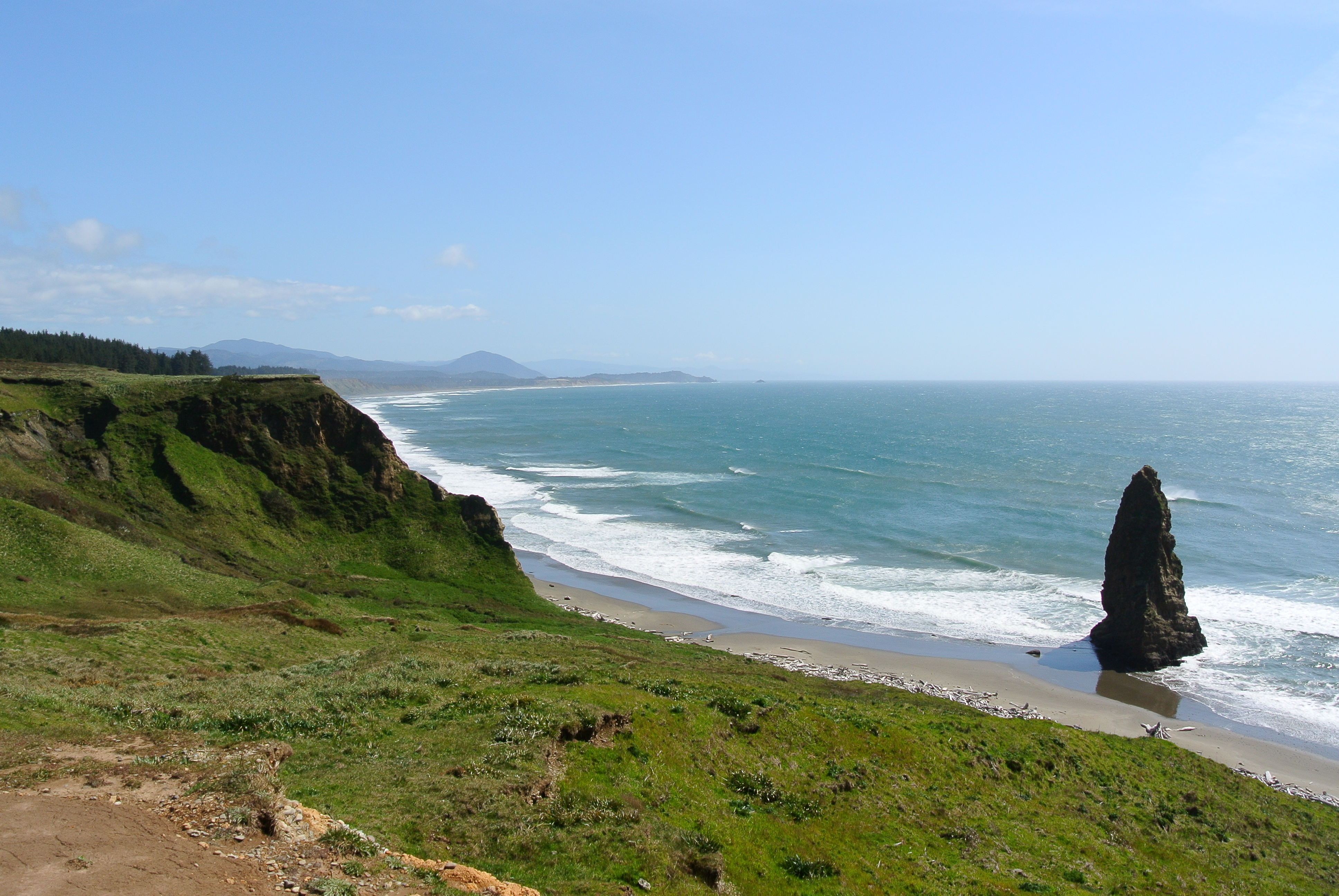
Vista verso il sud: Port Orford Heads State Park e Humbug Mountain al secondo piano.
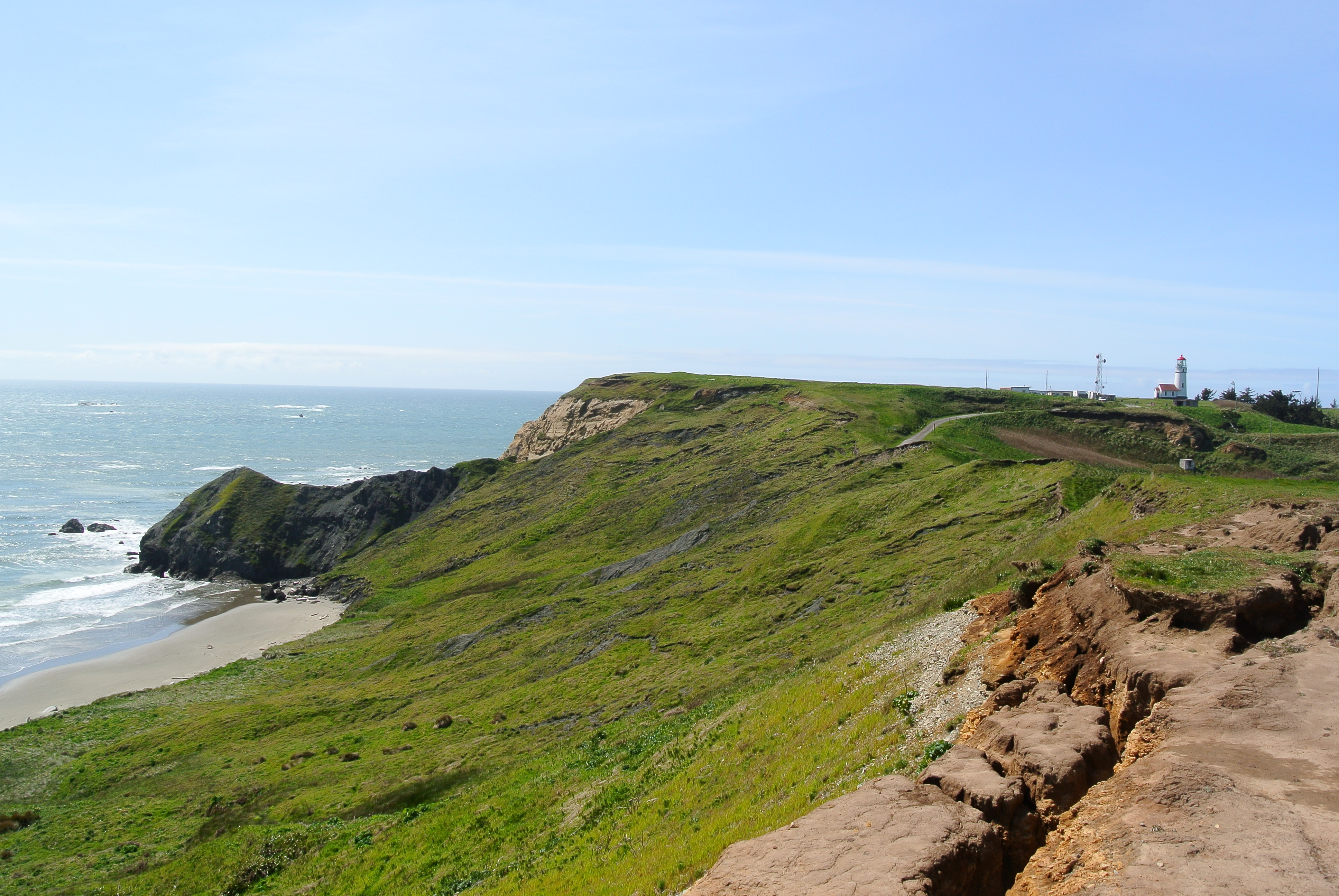
Cape Blanco e faro
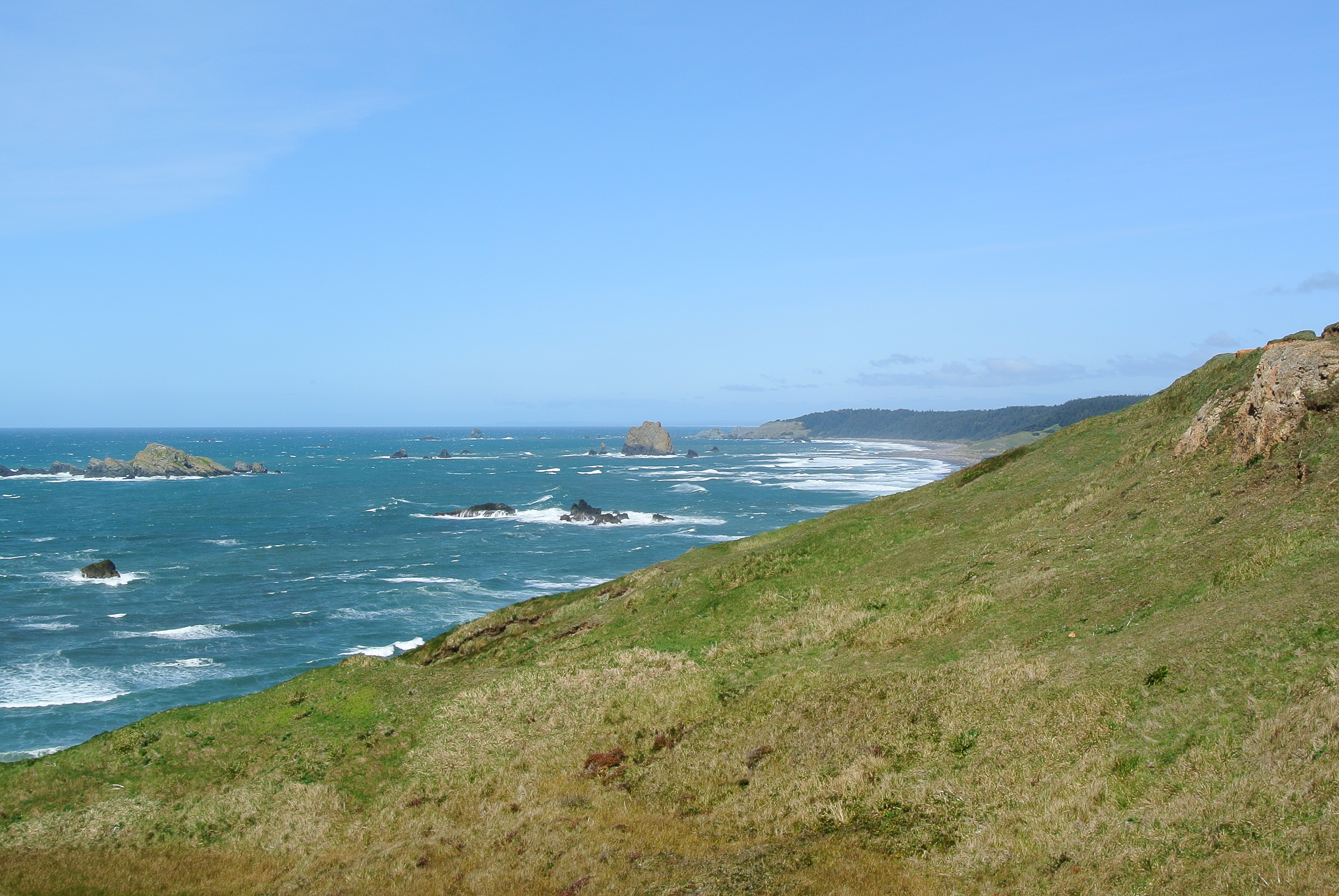
Vista verso il nord: Gulf Rock, Castle Rock e Floras Lake State Park.

## Primati geografici
Con Capo Alava, nello Stato di Washington, si contende anche il primato di punto più occidentale degli Stati Uniti continentali, escludendo l'Alaska. Questo è dovuto ai cambiamenti sui due territori ed anomalie nella misurazione, ma le ricerche compiute e le fonti che le citano affermano che Capo Alava si colloca più ad ovest.

## Storia

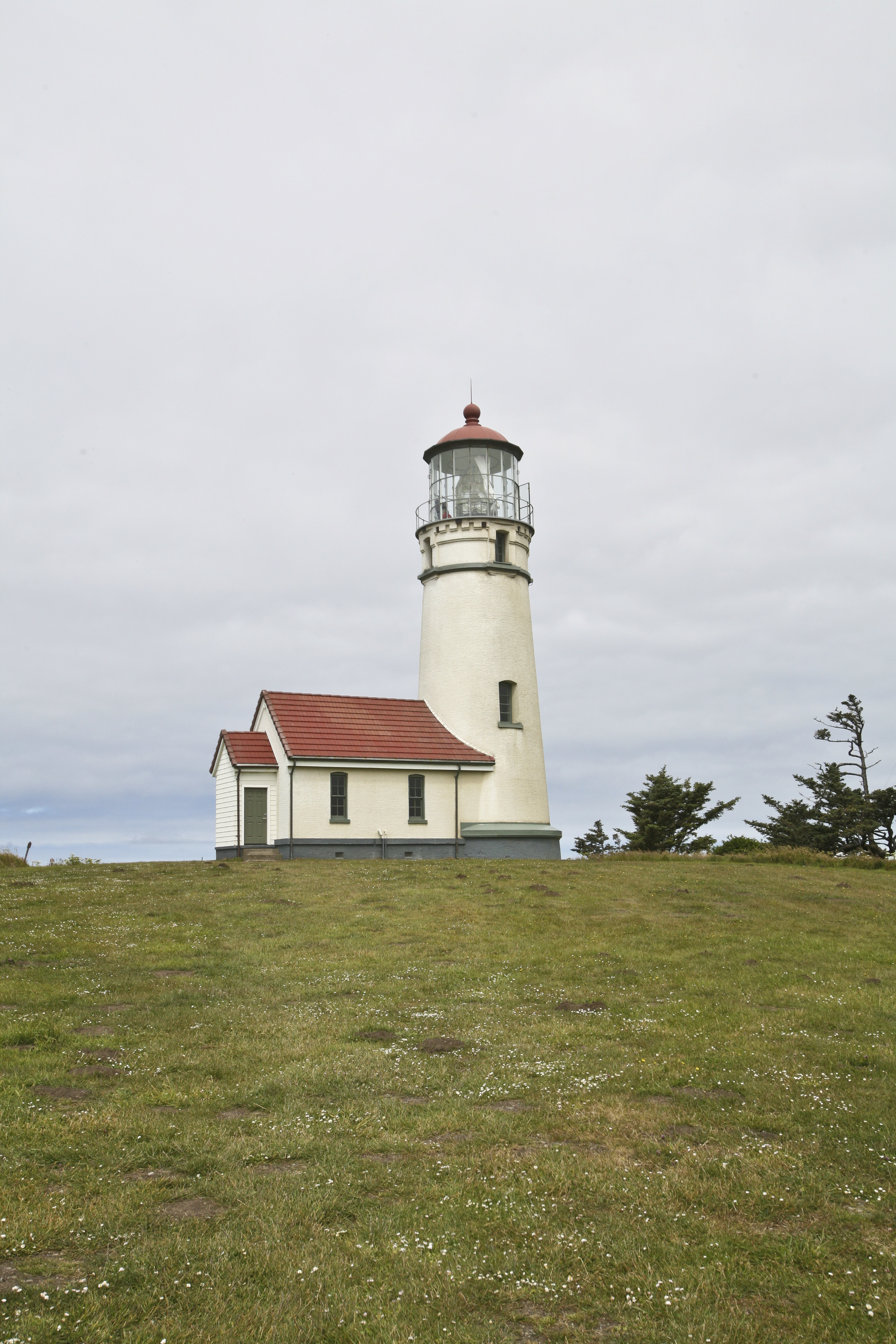
Il faro di Cape Blanco

È al largo di Cape Blanco che si verificò la prima incursione bellica del territorio continentale statunitense. Il sommergibile I-25 della Marina imperiale giapponese si avvicinò alla costa nell'agosto 1942. Questa unità come altre della stessa classe era equipaggiata con un idroricognitore Yokosuka E14Y, un piccolo aereo che normalmente aveva il compito di avvistare le unità nemiche e riferirle al comando. In questo caso la missione ebbe una valenza dimostrativa; si trattò di sorvolare il territorio dell'Oregon lanciando volantini propagandistici e, grazie a due piccole bombe incendiarie, di appiccare il fuoco a dei tratti boschivi. Benché l'importanza tattica dell'operazione fosse nulla l'impatto psicologico che ne derivò fu notevole. Quella fu la prima volta che la popolazione statunitense si rese conto che era possibile subire un attacco sul proprio suolo.

## Cape Blanco in letteratura
Nel romanzo di fantascienza I cinquecento milioni della Bégum, scritto da Jules Verne, la città ideale di France-Ville, un'utopia sanitaria, nel 1872 viene fondata dal dottor Sarrasin sul litorale sud occidentale dell'Oregon. Verne colloca l'immaginaria comunità ad "ottanta chilometri a nord di Cape Blanco".